# Sedlo Maríková
Sedlo Maríková (990 m n.p.m.) – przełęcz w głównym grzbiecie pasma górskiego tzw. Luczańskiej Małej Fatry na Słowacji.

## Położenie
Przełęcz leży mniej więcej w połowie długości grzbietu Luczańskiej Małej Fatry, pomiędzy szczytami Kopy (1232 m n.p.m., na wschodzie) i Grúňa (ok. 1100 m n.p.m., na zachodzie). W kierunku południowo-wschodnim spod siodła przełęczy opada Valčianska dolina, zaś w kierunku północno-zachodnim – dolina potoku Bystrička (dopływ Kuneradzkiego potoku).

## Charakterystyka
Przełęcz wyraźna, dość głęboko wcięta w grzbiet, stoki strome. W całości porośnięta lasem, w którym przeważa buk. Nie ma znaczenia komunikacyjnego.

## Turystyka
Grzbietem przez przełęcz biegnie czerwono  znakowany szlak turystyczny ze Strečna na Kľak. Od strony Valčianskej doliny na przełęcz wchodzi niebiesko  znakowany szlak z Valčy w Kotlinie Turczańskiej, natomiast od strony doliny Bystrički – również niebieski  szlak od Kuneradzkiego zamku.